# Rozsoși, Velîka Pîsarivka
Rozsoși (în ucraineană Розсоші) este o comună în raionul Velîka Pîsarivka, regiunea Sumî, Ucraina, formată numai din satul de reședință.

## Demografie
Componența lingvistică a comunei Rozsoși
     Ucraineană (96,74%)
     Rusă (2,48%)
     Alte limbi (0,26%)
Conform recensământului din 2001, majoritatea populației comunei Rozsoși era vorbitoare de ucraineană (96,74%), existând în minoritate și vorbitori de rusă (2,48%).